# Havezate

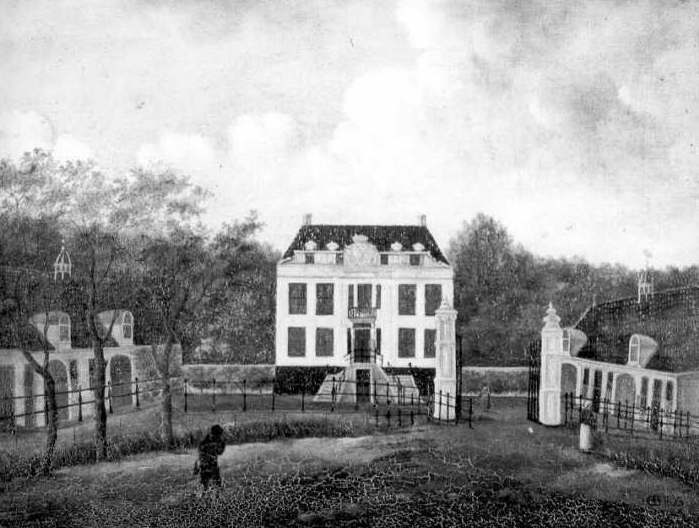
Schilderij van de havezate Kranenburg te Zwolle (1840)

Een havezate is een versterkt huis (burcht), hofstede, hof of hoeve. Oorspronkelijk was het een benaming voor een grote boerderij met land. In de 17e eeuw was de havezate een riddermatig goed. Het bezit hiervan was een voorwaarde voor lidmaatschap van een ridderschap.
Havezaten kwamen voor in het graafschap Zutphen (in de 13e eeuw circa 40), in Overijssel (circa 122) en Drenthe (circa 18).
In het graafschap Zutphen moest een stemgevende havezate verdedigbaar zijn en een bepaalde omvang hebben, wat in de praktijk betekende dat er een slotgracht moest zijn. In Overijssel waren de havezaten het talrijkst. In Drenthe werd als havezate beschouwd een adellijk huis waarvoor eerder edelen tot de ridderschap waren toegelaten. In 1698 werden de achttien havezaten definitief en limitatief opgesomd. In de provincie Utrecht wordt een havezate met ridderhofstad aangeduid. Vergelijkbare huizen heten in Friesland stins en in Groningen borg, maar in deze gewesten was er geen limitatieve opsomming en de bijhorende rechten waren van huis tot huis verschillend.

## Gelderland

### Overige hofsteden die zich ook wel havezate noemden

#### Berkelland
- De Hoeve in Dijkhoek
- Ter Hoeve in Noordijk
- Hof te Mallem of Mallum in Mallem
- Bevervoorde of Mensinck bij Gelselaar
- Mensink in Nederbiel
- Milvelde of Borch in Rekken
- Ten Campe of Huize De Kamp in Hoonte
- Welmerinck of Bloo in Hoonte
- Grotenhuis in Gelselaar
- Fokkinck bij Borculo

#### Duiven
- Huis Magerhorst
- Huis Rijswijk in Groessen
- De Beerenclaauw in Groessen
- Huis Loowaard in Loo

Lochem
- De Heest

#### Westervoort
- Emmerik
- Hamerden
- Lensenburg

#### Oost Gelre
- Harreveld of Hervelde, bij Lichtenvoorde
- De Hof of de Hoeve, bij Dyke
- Marveld
- Tongerlo, bij Vragender
- Wolferer of Wulfler
- Marhulsen bij Groenlo.

#### Zevenaar
- Havezate Camphuysen in Oud-Zevenaar

#### Oude IJsselstreek
- Huis Wisch in Terborg
- Kasteel Wesenthorst

#### Bronckhorst
- Kasteel De Wildenborch in Vorden

#### Winterswijk
- De Buurse nabij Meddo
- Plekenpol
- De Ravenhorst
- Het Waliën in Huppel
- Balckenschot in Meddo